# Segnaletica stradale in Germania
I segnali stradali in Germania sono ufficialmente inseriti nel Codice della strada tedesco (Straßenverkehrs-Ordnung) e pubblicati nel Catalogo della segnaletica (Verkehrszeichenkatalog).
Sono numerati per centinaia, e a ciascuna di queste corrisponde un tipo differente di segnali:
- 100: segnali di pericolo;
- 200: segnali di obbligo;
- 300: segnali di direzione;
- 400: indicazioni sotto forma di frecce;
- 600: segnali complementari;
- 1000: pannelli integrativi.

## Segnaletica di avviso

101: Altri pericoli
102: Incrocio con precedenza a destra
103: Curva a destra
105: Doppia curva o sequenza di più di due curve, la prima a destra
108: Discesa pericolosa
110: Salita pericolosa
112: Strada con dossi
113: Brina, ghiaccio, neve
114: Strada scivolosa
115: Caduta di massi
116: Spruzzatura
117: Vento trasversale

## Segnali di prescrizione
| Segnale tedesco               | Significato                                                                                 | Spiegazione |
| oppure                        | Croce di sant'Andrea                                                                        | Indica l'ubicazione di un passaggio a livello (con o senza barriere) e prescrive di dare la precedenza ai veicoli circolanti su rotaia. È vietata la sosta dei veicoli nei 5 metri prima del segnale nei centri abitati e nei 50 metri prima del segnale al di fuori dei centri abitati; inoltre è vietata la fermata dei veicoli nei 10 metri prima del segnale se questi nascondono alla vista il segnale. |
| oppure                        | Croce di sant'Andrea (con simbolo del fulmine)                                              | Indica l'ubicazione di un passaggio a livello (con o senza barriere) e prescrive di dare la precedenza ai veicoli circolanti su rotaia. Il simbolo del fulmine presente al centro della croce indica che la linea ferroviaria che si incrocia è alimentata da una linea elettrica aerea ad alta tensione. È vietata la sosta dei veicoli nei 5 metri prima del segnale nei centri abitati e nei 50 metri prima del segnale al di fuori dei centri abitati; inoltre è vietata la fermata dei veicoli nei 10 metri prima del segnale se questi nascondono alla vista il segnale. |
|                               | Dare la precedenza                                                                          | Prescrive di dare precedenza all'incrocio. È vietata la fermata dei veicoli nei 10 metri prima del segnale se questi nascondono alla vista il segnale. |
|                               | Fermarsi e dare la precedenza                                                               | Prescrive l'obbligo di arrestarsi in ogni caso in corrispondenza della striscia trasversale di arresto a un incrocio e di dare precedenza. È vietata la fermata dei veicoli nei 10 metri prima del segnale se questi nascondono alla vista il segnale. |
|                               | Dare la precedenza al flusso di traffico in senso opposto                                   | Prescrive di dare precedenza ai veicoli provenienti in direzione opposta in una strada a doppio senso che consente il passaggio di una sola fila di veicoli. |
|                               | Preavviso di direzione obbligatoria a destra                                                | Preavvisa che la sola direzione consentita al conducente è quella di andare a destra. |
|                               | Preavviso di direzione obbligatoria a sinistra                                              | Preavvisa che la sola direzione consentita al conducente è quella di andare a sinistra. |
|                               | Direzione obbligatoria dritto                                                               | Indica che la sola direzione consentita al conducente è quella di andare dritto. |
|                               | Direzione obbligatoria a destra                                                             | Indica che la sola direzione consentita al conducente è quella di andare a destra. |
|                               | Direzione obbligatoria a sinistra                                                           | Indica che la sola direzione consentita al conducente è quella di andare a sinistra. |
|                               | Direzioni consentite dritto e a destra                                                      | Obbliga a procedere dritto o a svoltare a destra. |
|                               | Direzioni consentite dritto o a sinistra                                                    | Obbliga a procedere dritto o a svoltare a sinistra. |
|                               | Direzioni consentite destra o a sinistra                                                    | Obbliga a svoltare a destra o a sinistra. |
|                               | Rotatoria                                                                                   | Indica ai conducenti l'obbligo di circolare nel verso antiorario indicato dalle frecce attorno all'area di rotazione. Vieta inoltre di attraversare l'anello centrale della rotatoria a meno che un veicolo sia obbligato a farlo a causa delle sue dimensioni (e sempre ciò non crei pericolo agli altri utenti della strada) e stabilisce inoltre il divieto di fermata all'interno dell'anello rotatorio. |
|                               | Senso unico                                                                                 | Indica ai conducenti di veicoli che la carreggiata è a senso unico nella direzione indicata dalla freccia. |
|                               | Passaggio obbligatorio a destra                                                             | Obbliga tutti i veicoli a passare a destra di un ostacolo. |
|                               | Passaggio obbligatorio a sinistra                                                           | Obbliga tutti i veicoli a passare a sinistra di un ostacolo. |
|                               | Corsia d'emergenza aperta al transito                                                       | Indica ai conducenti che è possibile usare la corsia di emergenza come una normale corsia di marcia. |
|                               | Fine del tratto di corsia d'emergenza aperta al transito                                    | Indica ai conducenti che non è più possibile utilizzare la corsia d'emergenza come una corsia di marcia. |
|                               | Sgomberare la corsia d'emergenza                                                            | Indica ai conducenti che a breve non sarà più possibile utilizzare la corsia d'emergenza come corsia di marcia e quindi i veicoli che la stanno percorrendo devono spostarsi sulle altre corsie. |
|                               | Fermata autobus                                                                             | Indica la fermata di autobus o del tram. In assenza di ulteriori demarcazioni orizzontali, la sosta è vietata nei 15 metri prima e dopo il segnale. Il simbolo è usato correntemente anche in Austria, senza essere considerato un segnale stradale. |
|                               | Fermata taxi                                                                                | Indica un tratto di strada in cui la fermata è consentita solamente ai taxi. Il segnale si riferisce solamente sul lato della strada su cui è installato. |
| (Lato destro) (Lato sinistro) | Fermata taxi (inizio)                                                                       | Indica che nella direzione indicata dalla freccia la fermata è consentita solamente ai taxi (inizio fermata taxi). Il segnale prevede due varianti, che differiscono per la posizione delle frecce, a seconda che il segnale sia collocato sul lato destro o sinistro della strada. Il segnale si riferisce solamente al lato della strada su cui è installato. |
| (Lato destro) (Lato sinistro) | Fermata taxi (continuazione)                                                                | Indica che nelle direzione indicate dalla frecce la fermata è consentita solamente ai taxi (continuazione fermata taxi). Il segnale prevede due varianti, che differiscono per la posizione delle frecce, a seconda che il segnale sia collocato sul lato destro o sinistro della strada. Il segnale si riferisce solamente al lato della strada su cui è installato. |
| (Lato destro) (Lato sinistro) | Fermata taxi (fine)                                                                         | Indica che nella direzione indicata dalla freccia la fermata è consentita solamente ai taxi (fine fermata taxi). Il segnale prevede due varianti, che differiscono per la posizione delle frecce, a seconda che il segnale sia collocato sul lato destro o sinistro della strada. Il segnale si riferisce solamente al lato della strada su cui è installato. |
|                               | Percorso riservato alle biciclette                                                          | Indica l'inizio di un percorso riservato e obbligatorio per le biciclette. |
|                               | Percorso riservato ai cavalli                                                               | Indica un percorso riservato e obbligatorio per i quadrupedi da soma o da sella. |
|                               | Percorso riservato ai pedoni                                                                | Indica un percorso riservato ai pedoni. |
|                               | Percorso riservato alle biciclette ed ai pedoni                                             | Indica l'inizio di un itinerario percorribile sia da pedoni, sia da ciclisti (uso promiscuo); l'uso di tale itinerario è obbligatorio per i ciclisti. |
|                               | Percorso riservato alle biciclette con marciapiede                                          | Indica un itinerario costituito da una pista ciclabile affiancata a un marciapiede; l'uso della pista ciclabile è obbligatorio da parte dei ciclisti. |
|                               | Inizio zona pedonale                                                                        | Indica l'inizio di una zona pedonale. |
|                               | Fine zona pedonale                                                                          | Indica la fine di una zona pedonale. |
|                               | Inizio strada per ciclisti                                                                  | Indica l'inizio di una strada per ciclisti. Nelle strade per ciclisti sono ammessi a circolare solamente le biciclette, che tra l'altro sono autorizzate a procedere affiancate. Se, tramite un pannello complementare, è ammesso anche il transito di altre categorie di veicoli, questi non devono intralciare i ciclisti; inoltre vige il limite massimo di velocità di 30 km/h. |
|                               | Fine strada per ciclisti                                                                    | Indica la fine di una strada per ciclisti. |
|                               | Percorso riservato agli autobus                                                             | Indica un percorso riservato agli autobus di linea; tale percorso può essere usato anche dagli scuolabus e dai veicoli al servizio dei disabili. |
|                               | Divieto di transito                                                                         | Vieta a tutti i veicoli (tranne ai carri a mano) di entrare in una strada; è comunque possibile spingere a mano motociclette e biciclette. |
|                               | Divieto di transito ai veicoli multitraccia                                                 | Vieta il transito a tutti i veicoli multitraccia (ovvero che hanno più di una fila di ruote). |
|                               | Divieto di transito ai veicoli di trasporto cose con più di 3,5 tonnellate                  | Vieta il transito ai trattori e ai veicoli da trasporto non adibiti al trasporto di persone di massa superiore a 3,5 tonnellate. |
|                               | Divieto di transito alle biciclette                                                         | Vieta il transito alle biciclette. |
|                               | Divieto di transito ai motocicli                                                            | Vieta il transito ai motocicli (compresi quelli con sidecar) e ai ciclomotori. |
|                               | Divieto di transito ai ciclomotori                                                          | Vieta il transito ai ciclomotori. |
|                               | Divieto di transito ai cavalli                                                              | Vieta il transito ai cavalli da sella. |
|                               | Divieto di transito ai carri a trazione animale                                             | Vieta il transito ai carri a trazione animale. |
|                               | Divieto di transito alle mandrie in transumanza                                             | Vieta il transito alle mandrie di animali in transumanza. |
|                               | Divieto di transito agli autobus                                                            | Vieta il transito agli autobus. |
|                               | Divieto di transito alle autovetture                                                        | Vieta il transito alle autovetture. |
|                               | Divieto di transito alle autovetture con rimorchio                                          | Vieta il transito alle autovetture trainanti un rimorchio. |
|                               | Divieto di transito agli autocarri con rimorchio                                            | Vieta il transito agli autocarri trainanti un rimorchio. |
|                               | Divieto di transito ai veicoli lenti                                                        | Vieta il transito ai veicoli che non sono in grado di procedere a una velocità maggiore di 25 km/h (veicoli lenti). |
|                               | Divieto di transito ai pedoni                                                               | Vieta il transito ai pedoni. |
|                               | Divieto di transito ai veicoli a motore                                                     | Vieta il transito a tutti i veicoli a motore. |
|                               | Divieto di transito ai veicoli che trasportano merci pericolose                             | Vieta il transito ai veicoli che trasportano merci pericolose, come esplosivi, benzina, materie tossiche o radioattive. |
|                               | Divieto di transito ai veicoli aventi massa superiore a ... t                               | Vieta il transito ai veicoli aventi massa superiore a quella indicata in tonnellate al momento del transito. |
|                               | Divieto di transito ai veicoli aventi peso superiore per asse a ... t                       | Vieta il transito ai veicoli aventi sull'asse più caricato una massa superiore a quella indicata al momento del transito. |
|                               | Divieto di transito ai veicoli più larghi di ... m                                          | Vieta il transito ai veicoli aventi larghezza superiore a quella indicata in metri. |
|                               | Divieto di transito ai veicoli più alti di ... m                                            | Vieta il transito ai veicoli aventi altezza superiore a quella indicata in metri. |
|                               | Divieto di transito ai veicoli più lunghi di ... m                                          | Vieta il transito ai veicoli o ai complessi di veicoli di lunghezza superiore alla lunghezza indicata in metri. |
|                               | Senso vietato                                                                               | Vieta di entrare in una strada accessibile invece nell'altro senso. |
|                               | Obbligo di catene da neve                                                                   | Vieta il transito ai veicoli sprovvisti di catene da neve. |
|                               | Divieto di transito ai veicoli che trasportano sostanze suscettibili di contaminare l'acqua | Vieta il transito ai veicoli che trasportano più di 20 litri di sostanze suscettibili di contaminare l'acqua. |
|                               | Inizio zona a traffico limitato per la riduzione dell'inquinamento atmosferico              | Indica l'inizio di una zona dove vige il blocco del traffico per ridurre l'inquinamento atmosferico. Sono esclusi dal blocco del traffico i veicoli al servizio di persone con particolari disabilità. |
|                               | Fine zona a traffico limitato per la riduzione dell'inquinamento atmosferico                | Indica la fine di una zona dove vige il blocco del traffico per ridurre l'inquinamento atmosferico. |
|                               | Divieto di inversione di marcia (ad U)                                                      | Vieta di effettuare un'inversione di marcia. |
|                               | Divieto di violazione della distanza minima indicata                                        | Vieta a trattori e autocarri con massa a pieno carico superiore a 3,5 tonnellate di seguire il trattore o l'autocarro che precede a una distanza inferiore a quella indicata, in metri, sul segnale. |
|                               | Limite di velocità                                                                          | Indica la velocità massima in chilometri orari alla quale i veicoli possono procedere immediatamente dopo il segnale. |
|                               | Inizio zona a velocità limitata                                                             | Indica l'inizio di una zona in cui il limite di velocità massimo è quello riportato nel segnale. |
|                               | Fina zona a velocità limitata                                                               | Indica la fine di una zona in cui il limite di velocità massimo è quello riportato nel segnale. |
|                               | Limite minimo di velocità                                                                   | Vieta ai conducenti di procedere a una velocità inferiore a quella indicata e vieta il transito ai veicoli che, per le loro caratteristiche costruttive, non siano in grado di raggiungere tale velocità. |
|                               | Divieto di sorpasso                                                                         | Vieta di sorpassare i veicoli diversi dalle biciclette, dai motocicli e ciclomotori. |
|                               | Divieto di sorpasso per veicoli superiori a 3,5 t                                           | Indica il divieto ai trattori e a tutti i veicoli, non adibiti al trasporto di persone, di massa a pieno carico superiore a 3,5 t di sorpassare i veicoli diversi dalle biciclette, dai motocicli e ciclomotori. |
|                               | Fine limite di velocità                                                                     | Indica la fine del limite sulla velocità massima alla quale i veicoli possono procedere e ripristina il consueto limite di velocità relativo alla strada percorsa. |
|                               | Fine del limite minimo di velocità                                                          | Indica la fine della validità del limite minimo di velocità. |
|                               | Fine divieto di sorpasso                                                                    | Indica la fine del divieto a tutti i veicoli di sorpassare i veicoli diversi dalle biciclette, dai motocicli e ciclomotori. |
|                               | Fine del divieto di sorpasso per veicoli superiori a 3,5 t                                  | Indica la fine del divieto ai trattori e a tutti i veicoli non adibiti al trasporto di persone di massa a pieno carico oltre 3,5 t di sorpassare i veicoli diversi dalle biciclette, dai motocicli e ciclomotori. |
|                               | Fine di tutte le prescrizioni                                                               | Indica il punto ove le prescrizioni riguardanti limiti di velocità e divieti di sorpasso precedentemente indicate cessano di essere valide. |
|                               | Divieto di fermata                                                                          | Vieta la sosta e la fermata o qualsiasi temporanea sospensione della marcia ai veicoli. Il segnale si applica solamente sul lato della strada su cui è installato e termina la propria validità, salvo diversa indicazione, alla successiva intersezione. |
| (Lato destro) (Lato sinistro) | Divieto di fermata (inizio)                                                                 | Vieta la sosta e la fermata nella direzione indicata dalla freccia (inizio del divieto di fermata). Il segnale prevede due varianti, che differiscono per la posizione delle frecce, a seconda che il segnale sia collocato sul lato destro o sinistro della strada. Il segnale si riferisce solamente al lato della strada su cui è installato. |
| (Lato destro) (Lato sinistro) | Divieto di fermata (continuazione)                                                          | Vieta la sosta e la fermata nelle direzioni indicate dalle frecce (continuazione del divieto di fermata). Il segnale prevede due varianti, che differiscono per la posizione delle frecce, a seconda che il segnale sia collocato sul lato destro o sinistro della strada. Il segnale si riferisce solamente al lato della strada su cui è installato. |
| (Lato destro) (Lato sinistro) | Divieto di fermata (fine)                                                                   | Vieta la sosta e la fermata nella direzione indicata dalla freccia (fine del divieto di fermata). Il segnale prevede due varianti, che differiscono per la posizione delle frecce, a seconda che il segnale sia collocato sul lato destro o sinistro della strada. Il segnale si riferisce solamente al lato della strada su cui è installato. |
|                               | Divieto di sosta                                                                            | Vieta ai veicoli di fermarsi per più di 3 minuti nel tratto di strada in questione (divieto di sosta); i veicoli che stiano compiendo operazioni di carico e scarico di passeggeri o merci possono fermarsi anche per più di 3 minuti ma comunque non oltre il tempo necessario per le operazioni di carico e scarico. Il segnale si applica solamente al lato della strada su cui è installato e termina la propria validità, salvo diversa indicazione, alla successiva intersezione. |
| (Lato destro) (Lato sinistro) | Divieto di sosta (inizio)                                                                   | Vieta la sosta nella direzione indicata dalla freccia (inizio del divieto di sosta). Il segnale prevede due varianti, che differiscono per la posizione delle frecce, a seconda che il segnale sia collocato sul lato destro o sinistro della strada. Il segnale si riferisce solamente al lato della strada su cui è installato. |
| (Lato destro) (Lato sinistro) | Divieto di sosta (continuazione)                                                            | Vieta la sosta nelle direzioni indicate dalle frecce (continuazione del divieto di sosta). Il segnale prevede due varianti, che differiscono per la posizione delle frecce, a seconda che il segnale sia collocato sul lato destro o sinistro della strada. Il segnale si riferisce solamente al lato della strada su cui è installato. |
| (Lato destro) (Lato sinistro) | Divieto di sosta (fine)                                                                     | Vieta la sosta nella direzione indicata dalla freccia (fine del divieto di sosta). Il segnale prevede due varianti, che differiscono per la posizione delle frecce, a seconda che il segnale sia collocato sul lato destro o sinistro della strada. Il segnale si riferisce solamente al lato della strada su cui è installato. |
|                               | Zona a divieto di sosta                                                                     | Indica una zona in cui è in vigore il divieto di sosta. |
|                               | Fine zona a divieto di sosta                                                                | Indica la fine di una zona in cui è in vigore il divieto di sosta. |
|                               | Attraversamento pedonale                                                                    | Indica un attraversamento pedonale dove i pedoni godono del diritto di precedenza rispetto ai veicoli in transito (tranne che verso i veicoli su rotaia). È vietata la fermata nei 5 metri prima di un passaggio pedonale. |
|                               | Linea d'arresto                                                                             | Indica dove è necessario fermarsi in presenza di un segnale di stop, delle barriere di passaggi a livello, di un semaforo o quando un agente faccia un segnale di arresto. |
|                               | Linee di margine e linee continua di mezzeria                                               | Le linee di margine e le linee di continue di mezzeria sono delle linee continue che hanno il compito di delimitare rispettivamente i margini della strada e le diverse corsie di una strada; tali linee sono usate anche per demarcare le corsie preferenziali. Nel caso una la circolazione su una strada sia organizzata in più di due corsie le linee di mezzeria possono essere doppie, al fine di separare le corsie destinate ai due sensi di marcia. Trattandosi di linee continue di norma non possono essere sorpassate. Sono comunque consentite le seguenti manovre: - Nel caso sia stata aperta al transito la corsia d'emergenza (corsia dinamica) è possibile attraversare la linea che divide la corsia d'emergenza da quelle destinate alla marcia normale; - Nel caso la linea continua delimiti una corsia preferenziale e vi siano dei parcheggi a lato della corsia preferenziale che non siano altrimenti raggiungibile, è possibile attraversare tale linea continua per raggiungere i parcheggi (ma senza intralciare i veicoli che percorrono la corsia preferenziale); - Nel caso vi sia una linea continua davanti agli accessi delle proprietà laterali che non siano altrimenti raggiungibili è possibile attraversare tale linea continua; - Nel caso dei veicoli di grandi dimensioni debbano passare sopra all'anello rotatorio per poter effettuare le manovre di svolta è consentito loro di attraversare la linea continua che delimita l'anello rotatorio. In aggiunta a quanto già detto si noti che è vietata la sosta dei veicoli in strada se non vi è uno spazio di almeno 3 metri tra il margine del veicolo e la linea di mezzeria. |
|                               | Linea continua di mezzeria da un solo lato                                                  | Si tratta di una corsia di una linea continua di mezzeria affiancata da una linea discontinua. Non è consentito oltrepassare le due linee ai veicoli che viaggiano sullo stesso lato delle linea continua mentre tale manovra è consentita (sempre che non metta in pericolo gli altri utenti della strada). In aggiunta a quanto già detto si noti che è vietata la sosta dei veicoli in strada se non vi è uno spazio di almeno 3 metri tra il margine del veicolo e la linea di mezzeria continua. |
|                               | Frecce direzionali                                                                          | Indica che alla prossima intersezione i veicoli dovranno proseguire nella direzioni indicata dalla freccia disegnata nelle corsia in cui si sono incanalati. È vietata la fermata nelle corsie demarcate da frecce direzionali. |
|                               | Frecce di avvertimento                                                                      | Indica che a breve una linea discontinua diventerà continua. |
|                               | Frecce di rientro                                                                           | Indica che a breve una corsia di marcia giungerà al termine e che quindi i veicoli che la percorrono devono spostarsi nella direzione indicata dalla freccia. |
|                               | Superficie vietata                                                                          | Indica una zona della strada dove è vietato il transito dei veicoli. |
|                               | Estensione del divieto di sosta o fermata                                                   | Indica una zona dove è vietato parcheggiare o fermarsi; in generale tale demarcazione viene adoperata per evidenziare, estendere o ridurre le aree che sarebbero soggette a divieto di sosta o fermata che sarebbero previsti da regole generali del codice della strada (ad esempio il divieto di fermata prima degli attraversamenti pedonali o degli incroci o, come nell'esempio, il divieto di sosta in prossimità di una fermata degli autobus). |

## Segnali di indicazione
| Segnale tedesco                                                                          | Significato | Spiegazione |
|                                                                                          | Diritto di precedenza alla prossima intersezione                                                                    | Presegnala un incrocio con una strada di minore importanza in cui si ha la precedenza sui veicoli provenienti sia da destra sia da sinistra. |
|                                                                                          | Strada con diritto di precedenza                                                                                    | Indica l'inizio di una strada il cui traffico ha diritto di precedenza. Sulle strade con diritto di precedenza, solo al di fuori dei centri abitati, vige il divieto di parcheggio. La precedenza accordata da questo segnale viene meno solo quando si incontrano i segnali , o |
|                                                                                          | Fine di strada con diritto di precedenza                                                                            | Indica la fine di una strada il cui traffico ha diritto di precedenza. |
|                                                                                          | Precedenza rispetto al flusso di traffico in senso opposto                                                          | Indica che i veicoli provenienti in direzione opposta, in una strada a doppio senso che consente il passaggio di una sola fila di veicoli, debbono dare la precedenza. |
|                                                                                          | Inizio centro abitato                                                                                               | Indica l'inizio di un centro abitato. |
|                                                                                          | Fine centro abitato                                                                                                 | Indica la fine di un centro abitato e indica la distanza dal successivo centro abitato. |
|                                                                                          | Parcheggio | Indica un parcheggio autorizzato. Consente la sosta a tempo indeterminato salvo indicazioni differenti. |
| (Lato destro) (Lato sinistro)                                                            | Parcheggio (inizio)                                                                                                 | Indica l'inizio di tratto di strada dove è possibile parcheggiare. |
| (Lato destro) (Lato sinistro)                                                            | Parcheggio (fine)                                                                                                   | Indica la fine di un tratto di strada dove è possibile parcheggiare. |
|                                                                                          | Parcheggio (continuazione)                                                                                          | Indica la continuazione di un tratto di strada dove è possibile parcheggiare. |
|                                                                                          | Autorimessa | Indica che il parcheggio in questione è un'autorimessa al coperto. |
|                                                                                          | Zona con parcheggio regolamentato                                                                                   | Indica l'inizio di una zona dove soltanto i possessori di un permesso (generalmente i residenti) possono parcheggiare il veicolo liberamente; i restanti veicoli devono esporre il disco orario o pagare il parcheggio secondo quanto indicato nei pannelli integrativi che accompagnano il segnale in questione. |
|                                                                                          | Fine zona con parcheggio regolamentato                                                                              | Indica la fine di una zona con parcheggio regolamentato. |
|                                                                                          | Parcheggio a nastro a cavallo del marciapiede                                                                       | Indica la possibilità di parcheggiare i veicoli per metà sul marciapiede e per metà in carreggiata, parallelamente al bordo della strada. I veicoli aventi una massa maggiore di 2,8 t non possono parcheggiare sui marciapiedi. Il segnale può essere integrato da frecce che indicano l'inizio, la fine o la continuazione del tratto dove si può parcheggiare. |
|                                                                                          | Parcheggio a nastro sul marciapiede                                                                                 | Indica la possibilità di parcheggiare i veicoli sul marciapiede, parallelamente al bordo della strada. I veicoli aventi una massa maggiore di 2,8 t non possono parcheggiare sui marciapiedi. Il segnale può essere integrato da frecce che indicano l'inizio, la fine o la continuazione del tratto dove si può parcheggiare. |
|                                                                                          | Parcheggio a pettine a cavallo del marciapiede                                                                      | Indica la possibilità di parcheggiare i veicoli per metà sul marciapiede e per metà in carreggiata, perpendicolarmente al bordo della strada. I veicoli aventi una massa maggiore di 2,8 t non possono parcheggiare sui marciapiedi. Il segnale può essere integrato da frecce che indicano l'inizio, la fine o la continuazione del tratto dove si può parcheggiare.                                                                                                   |
|                                                                                          | Parcheggio a pettine sul marciapiede                                                                                | Indica la possibilità di parcheggiare i veicoli sul marciapiede, perpendicolarmente al bordo della strada. I veicoli aventi una massa maggiore di 2,8 t non possono parcheggiare sui marciapiedi. Il segnale può essere integrato da frecce che indicano l'inizio, la fine o la continuazione del tratto dove si può parcheggiare. |
|                                                                                          | Parcheggio di interscambio                                                                                          | Indica un parcheggio in cui è possibile lasciare l'auto e prendere dei mezzi pubblici di trasporto (Park & Ride o, in lingua tedesca, Parken und Reisen da cui il simbolo "P+R" presente nel segnale). |
|                                                                                          | Parcheggio per car pooling                                                                                          | Indica un parcheggio in cui è possibile lasciare la propria auto e proseguire il viaggio condividendo un veicolo con altre persone (car pooling o, in lingua tedesca, Parken und Mitfahren da cui il simbolo "P+M" presente nel segnale). |
|                                                                                          | Parcheggio per escursionisti                                                                                        | Indica un parcheggio a tempo indeterminato da cui si diparte un percorso escursionistico o un sentiero. |
|                                                                                          | Disco orario | Modello di disco orario che è necessario esporre sul parabrezza quando la possibilità di sostare sia limitata nel tempo. |
|                                                                                          | Inizio zona residenziale                                                                                            | Indica l'inizio di una zona residenziale. Nelle zone residenziali i pedoni sono autorizzati a usare per tutta la sua interezza e godono della precedenza sui veicoli (anche se non devono intralciare inutilmente il traffico); inoltre i bambini sono autorizzati a giocare in strada. I veicoli devono marciare a passo d'uomo e ne è vietata la sosta (tranne che per le operazioni di carico e scarico) al di fuori delle aree autorizzate.                         |
|                                                                                          | Fine zona residenziale                                                                                              | Indica la fine di una zona residenziale. |
|                                                                                          | Galleria | Indica l'inizio di una galleria (ed eventualmente la sua lunghezza in metri). Nelle gallerie è necessario accendere le luci anabbaglianti e sono vietate le inversioni di marcia. |
|                                                                                          | Piazzuola d'emergenza                                                                                               | Indica una piazzola dove è consentita la fermata dei veicoli solamente in caso di emergenza o guasto al veicolo. |
|                                                                                          | Inizio autostrada                                                                                                   | Indica l'inizio di un'autostrada. |
|                                                                                          | Inizio strada riservata ai veicoli a motore                                                                         | Indica l'inizio di una strada riservata ai soli veicoli a motore; lungo tali strade si applicano le stesse norme di comportamento vigenti in autostrada. |
|                                                                                          | Fine autostrada | Indica la fine di un'autostrada. |
|                                                                                          | Fine strada riservata ai veicoli a motore                                                                           | Indica la fine di una strada riservata ai soli veicoli a motore. |
|                                                                                          | Preavviso di uscita                                                                                                 | Preavvisa un'uscita lungo una strada, indicando le località raggiungibili da tale uscita. Lo sfondo del segnale è di colore blu se è collocato lungo le autostrade, bianco in contesti urbani o giallo lungo altre strade. |
|                                                                                          | Ubicazione di uscita                                                                                                | Indica un'uscita lungo una strada. Lo sfondo del segnale è di colore blu se è collocato lungo le autostrade, bianco in contesti urbani o giallo lungo altre strade. Si noti che la parola Ausfahrt significa semplicemente uscita, le località raggiungibili sono state indicate nei segnali posti precedentemente. |
|                                                                                          | Linee guida | Si tratta di linee discontinue che fanno da guida ottica del traffico o che separano le varie corsie di marcia. |
|                                                                                          | Linea d'attesa | Indica dove bisogna eventualmente arrestarsi in presenza di un segnale di "Dare la precedenza" o di una corsia di svolta. |
| (lato destro) (lato sinistro)                                                            | Attraversamento pedonale                                                                                            | Indica un attraversamento pedonale non regolato da semaforo e non in corrispondenza di un incrocio stradale. |
|                                                                                          | Senso unico frontale                                                                                                | Indica che la carreggiata è a senso unico di circolazione nella direzione indicata dalla freccia. Questo segnale è stato abolito dal codice della strada nel 2009 ma manterrà la sua validità fino al 2022. |
|                                                                                          | Zona di protezione delle acque                                                                                      | Segnala una regione nella quale il conducente che trasporta un carico tale da poter inquinare le acque deve mostrarsi particolarmente prudente. |
|                                                                                          | Attraversamento pedonale assistito                                                                                  | Indica l'esistenza di un attraversamento pedonale assistito da personale. |
|                                                                                          | Strada senza uscita                                                                                                 | Indica una strada senza uscita per tutti gli utenti della strada. |
|                                                                                          | Strada senza uscita tranne che per pedoni e ciclisti                                                                | Indica una strada senza uscita che però prosegue come percorso ciclopedonale. |
|                                                                                          | Strada senza uscita tranne che per i pedoni                                                                         | Indica una strada senza uscita che però prosegue come percorso pedonale. |
|                                                                                          | Strada senza uscita tranne che per i ciclisti                                                                       | Indica una strada senza uscita che però prosegue come pista ciclabile. |
|                                                                                          | Pronto soccorso | Indica la presenza di un pronto soccorso. |
|                                                                                          | Polizia | Indica la presenza di un posto di polizia. |
|                                                                                          | Telefono | Indica la presenza di un telefono. |
|                                                                                          | Colonnina SOS | Indica la presenza di una colonnina di chiamata SOS. |
|                                                                                          | Distributore di benzina                                                                                             | Indica la presenza di un distributore di benzina. |
|                                                                                          | Distributore GPL | Indica la presenza di un distributore di GPL. |
|                                                                                          | Distributore di metano                                                                                              | Indica la presenza di un distributore di metano. |
|                                                                                          | Motel autostradale                                                                                                  | Indica la presenza di un motel in un'area di servizio lungo un'autostrada. |
|                                                                                          | Ristorante autostradale                                                                                             | Indica la presenza di un ristorante in un'area di servizio lungo un'autostrada. |
|                                                                                          | Bar autostradale | Indica la presenza di un bar in un'area di servizio lungo un'autostrada. |
|                                                                                          | Bagno | Indica la presenza di un bagno pubblico. |
|                                                                                          | Chiesa autostradale                                                                                                 | Indica la presenza di una chiesa situata nelle vicinanze di un'uscita autostradale o in un'area di servizio. |
|                                                                                          | Ufficio informazioni                                                                                                | Indica la presenza di un ufficio informazioni. |
|                                                                                          | Officina meccanica                                                                                                  | Indica la presenza di un'officina meccanica. |
|                                                                                          | Sottopassaggio | Indica la presenza di un sottopassaggio pedonale. |
|                                                                                          | Sovrappassaggio | Indica la presenza di un sovrappassaggio pedonale. |
|                                                                                          | Colonnina di ricarica                                                                                               | Indica la presenza di una colonnina di ricarica per veicoli elettrici. |
|                                                                                          | Distributore di idrogeno                                                                                            | Indica la presenza di un distributore di idrogeno. |
|                                                                                          | Campeggio per autocaravan                                                                                           | Indica la presenza di una piazzola attrezzata per la sosta di autocaravan. |
|                                                                                          | Campeggio per autocaravan e caravan                                                                                 | Indica la presenza di una piazzola attrezzata per la sosta di autocaravan e caravan. |
|                                                                                          | Velocità consigliata                                                                                                | Indica il limite massimo di velocità che si consiglia di mantenere in condizioni ottimali di traffico e strada. Questo segnale è stato abolito dal codice della strada nel 2009 ma manterrà la sua validità fino al 2022. |
|                                                                                          | Fine velocità consigliata                                                                                           | Indica la fine del limite massimo di velocità che si consiglia di mantenere in condizioni ottimali di traffico e strada. Questo segnale è stato abolito dal codice della strada nel 2009 ma manterrà la sua validità fino al 2022. |
|                                                                                          | Inizio località | Indica l'inizio di una località che non costituisce centro abitato. |
|                                                                                          | Località turistica                                                                                                  | Indica l'ubicazione di una località turistica. |
|                                                                                          | Direzione per attrattiva turistica                                                                                  | Indica la direzione da seguire per raggiungere l'attrattiva turistica indicata nel segnale. |
|                                                                                          | Indicazione per attrattiva turistica                                                                                | Indica che procedendo verso la località indicata si potrà raggiungere la località l'attrazione turistica indicata; nei tre esempi viene indicato rispettivamente che il Jura-Museum si trova a Eichstätt (in Eichstätt), che per raggiungerlo il bisognerà passare per Kipfenberg (via Kipfenberg) e seguire la direzione per Eichstätt (Richtung Eichstätt). |
|                                                                                          | Nome di fiume o canale                                                                                              | Indica il nome di un fiume o di un canale. |
|                                                                                          | Strada turistica | Indica il nome (ed eventualmente il logo) della strada turistica che si sta percorrendo. |
|                                                                                          | Direzione per strada turistica                                                                                      | Indica la direzione da seguire per percorrere la strada turistica indicata nel segnale. |
|                                                                                          | Indicazione per strada turistica                                                                                    | Indica che procedendo verso la località indicata si potrà percorrere la strada turistica indicata; nei due esempi viene indicato rispettivamente che la Strada romantica potrà essere raggiunta passando per Prittriching (via Prittriching ) e procedendo in direzione Bad Mergentheim (Richtung Bad Mergentheim). |
|                                                                                          | Attrattiva turistica                                                                                                | Indica un'attrattiva turistica di particolare importanza; segnali di questo tipo sono installati solo lungo le autostrade. |
|                                                                                          | Tratta a pedaggio per autocarri                                                                                     | Il segnale è posto generalmente sulle autostrade e in prossimità della frontiera per segnalare che gli autocarri sottostanno all'obbligo di pagare un pedaggio. |
|                                                                                          | Fine tratta a pedaggio per autocarri                                                                                | Indica la fine di un tratto di strada in cui gli autocarri devono pagare un pedaggio per transitare. |
|                                                                                          | Alt stazione | Il segnale è posto in corrispondenza di una strada a pedaggio. |
|                                                                                          | Alt dogana | Segnala un varco doganale al quale è obbligatorio fermasi. |
|                                                                                          | Limiti di velocità generali                                                                                         | Indica i limiti generali di velocità presenti nello Stato, validi per le autovetture senza rimorchio e la motociclette. È posto in prossimità delle frontiere. Si noti che per le autostrade è fissata solamente una velocità massima consigliata di 130 km/h e non un limite di velocità. In Germania, lungo le autostrade, non è previsto un limite generale di velocità massima per auto senza rimorchio e moto.                                                     |
|                                                                                          | Segnale per lampioni che non restano accesi di notte                                                                | Indica che il lampione al quale è fissato tale segnale non resterà acceso di notte. |
|                                                                                          | Numero strada federale                                                                                              | Identifica una strada federale. |
|                                                                                          | Numero autostrada                                                                                                   | Identifica un'autostrada (Autobahn). |
|                                                                                          | Numero uscita autostradale                                                                                          | Identifica un'uscita autostradale o un'interscambio tra due autostrade; il segnale è montato al di sopra del pannello distanziometrico dei 300 m prima dell'uscita dell'autostrada. Nel caso venga aggiunta un'uscita intermedia tra due uscite già presenti, per identificare la nuova uscita si usa un numero seguito da una lettera. |
|                                                                                          | Numero strada europea                                                                                               | Identifica una strada europea. |
|                                                                                          | Direzione lungo strada federale                                                                                     | Indica le direzioni raggiungibili tramite una strada federale; il numero della strada federale in questione è indicato nel rettangolo posto di fianco alle destinazioni. |
|                                                                                          | Direzione lungo strada di significativa importanza                                                                  | Indica le direzioni raggiungibili tramite una strada di significativa importanza che non sia una strada federale. |
|                                                                                          | Direzione lungo strada secondaria                                                                                   | Indica le direzioni raggiungibili tramite una strada di secondaria importanza |
|                                                                                          | Direzione obbligatoria per determinate categorie (segnale a punta di freccia)                                       | Indica la direzione obbligatoria specifica per la categoria indicata nel segnale (nell'esempio autocarri con massa a pieno carico superiore alla 3,5 t). |
|                                                                                          | Direzione obbligatoria per determinate categorie                                                                    | Preavvisa una direzione obbligatoria specifica per le categorie di veicoli indicate nel segnale (nell'esempio autocarri con massa a pieno carico superiore alle 3,5 t ma sono adoperati segnali analoghi per altre categorie di veicoli). |
|                                                                                          | Direzione verso autostrada                                                                                          | Indica l'autostrada raggiungibile da quella direzione. |
|                                                                                          | Direzione per destinazioni urbane                                                                                   | Indica le direzioni raggiungibili lungo un percorso urbano. |
|                                                                                          | Indicatore di direzione a forma di tabella                                                                          | Indica le direzioni raggiungibili alla prossima intersezione |
| Zeichen 434-53Tabellenwegweiser, aufgelöste Form (nur innerorts) ohne Bundestraßennummer | Indicatore di direzione a forma di tabella (direzioni separate)                                                     | Indica le direzioni raggiungibili alla prossima intersezione; in questo le tabelle che indicano le varie direzioni sono separate tra di loro (tale installazione è possibile solamente nei centri abitati). |
|                                                                                          | Nome via, viale, piazza ecc.                                                                                        | Indica il nome di una via, piazza o corso. |
|                                                                                          | Preavviso di intersezione                                                                                           | Preavvisa un'intersezione lungo strade extraurbane. |
|                                                                                          | Preavviso di incrocio con canalizzazione                                                                            | Preavvisa un'intersezione dove è obbligatorio canalizzarsi nelle opportune corsie per raggiungere le direzioni indicate. |
|                                                                                          | Preavviso intersezione con autostrada                                                                               | Preavvisa un'intersezione con un'autostrada. |
|                                                                                          | Preavviso di itinerario obbligatorio per determinate categorie                                                      | Preavvisa una direzione obbligatoria specifica per le categorie di veicoli indicate nel segnale (nell'esempio autocarri con massa a pieno carico superiore alle 3,5 t ma sono usati segnali analoghi per altre categorie di veicoli). Si noti che il segnale senza alcuna freccia è pensato per essere usato in corrispondenza delle rotatorie, abbinato ai pannelli complementari , o .                                                                                |
|                                                                                          | Preavviso di uscita autostradale                                                                                    | Preavvisa un'uscita autostradale (identificata tramite il suo nome e il suo numero) alla distanza indicata. |
|                                                                                          | Preavviso di uscita non autostradale                                                                                | Preavvisa un'uscita da una strada che non sia un'autostrada alla distanza indicata. |
|                                                                                          | Area di servizio dedicata ai camionisti                                                                             | Preavvisa un'area di servizio situata nelle vicinanze di un'uscita autostradale dedicata alle esigenze dei camionisti (come ad esempio un gran numero di stalli di sosta per autocarri, la presenza si stazioni di servizio sempre aperte, la possibilità di ristoro, ...). |
|                                                                                          | Segnale avanzato di uscita autostradale                                                                             | Indica un'uscita autostradale o un interscambio con un'altra autostrada; le località indicate nel segnale sono quelle raggiungibili dall'uscita in questione. Nel caso di uscite autostradali il segnale è collocato 500 m prima dell'uscita mentre nel caso di interscambio con un'altra autostrada il segnale è collocato sia 1000 m sia 500 m prima dell'interscambio in questione.                                                                                  |
|                                                                                          | Pannelli distanziometrici per uscita autostradale                                                                   | Sono posti rispettivamente a 300, 200 e 100 metri prima dell'uscita autostradale. |
|                                                                                          | Pannelli distanziometrici per uscita non autostradale                                                               | Sono posti rispettivamente a 300, 200 e 100 metri prima dell'uscita da una strada che non sia considerata un'autostrada. |
|                                                                                          | Segnale di conferma autostradale                                                                                    | Indica le distanze alle località indicate nel segnale percorrendo itinerari autostradali. |
|                                                                                          | Segnale di conferma su viabilità non autostradale                                                                   | Indica le distanze alle località indicate nel segnale percorrendo itinerari non autostradali. |
|                                                                                          | Direzione per deviazione (segnale a punta di freccia)                                                               | Indica la direzione da seguire per una deviazione su strada extraurbana o urbana. |
|                                                                                          | Direzione per deviazione                                                                                            | Indica la direzione da seguire per una deviazione su strada extraurbana o urbana. |
|                                                                                          | Fine deviazione | Indica la fine del percorso deviato. |
|                                                                                          | Inizio deviazione                                                                                                   | Indica l'inizio del percorso deviato. |
|                                                                                          | Fine deviazione | Indica la fine del percorso deviato. |
|                                                                                          | Preavviso di strada chiusa con deviazione                                                                           | Preavvisa la chiusura di un tratto stradale e la conseguente attivazione di un percorso alternativo che passa per le località A e B. |
|                                                                                          | Deviazione autostradale                                                                                             | Indica una deviazione autostradale. I segnali di deviazione autostradale sono segnali preinstallati che indicano come raggiungere la prossima uscita autostradale e rientrare in autostrada se si è costretti a uscire dall'autostrada a causa dell'eccessivo traffico o per la chiusura di un tratto di strada. Si noti che il segnale senza alcuna freccia è pensato per essere impiegato in corrispondenza delle rotatorie, abbinato ai pannelli complementari , o . |
|                                                                                          | Rappresentazione schematica di deviazione autostradale                                                              | Indica che per rientrare in autostrada è necessario percorrere un ulteriore tratto di deviazione come indicato dallo schema: nell'esempio a lato i veicoli hanno seguito la deviazione U22 ma siccome l'autostrada è ancora interrotta, per rientrare in autostrada dovranno procedere ancora lungo la viabilità ordinaria seguendo la deviazione U24. |
|                                                                                          | Itinerario autostradale alternativo consigliato                                                                     | Indica la direzione da seguire per percorrere un itinerario autostradale alternativo a quello che si sta percorrendo. |
|                                                                                          | Fine di itinerario autostradale alternativo consigliato                                                             | Indica la fine di un itinerario autostradale alternativo consigliato. |
|                                                                                          | Spostamento di corsie sulla carreggiata opposta a sinistra                                                          | Indica che le corsie di marcia verranno deviate a sinistra nella carreggiata opposta, tramite un varco creato nello spartitraffico. |
|                                                                                          | Spostamento di corsie sulla carreggiata opposta a destra                                                            | Indica che le corsie di marcia verranno deviate a destra nella carreggiata opposta, tramite un varco creato nello spartitraffico. |
|                                                                                          | Spostamento di corsie a sinistra, alcune sulla carreggiata opposta                                                  | Indica che le corsie di marcia verranno deviate verso sinistra, in parte rimanendo all'interno della propria carreggiata in parte venendo spostate nella carreggiata opposta, tramite un varco creato nello spartitraffico. |
|                                                                                          | Spostamento di corsie a destra, alcune sulla carreggiata opposta                                                    | Indica che le corsie di marcia verranno deviate verso destra, in parte rimanendo all'interno della propria carreggiata in parte venendo spostate nella carreggiata opposta, tramite un varco creato nello spartitraffico. |
|                                                                                          | Separazione delle corsie                                                                                            | Indica che le corsie di marcia verranno in parte deviate nella carreggiata opposta tramite un varco nello spartitraffico mentre in parte proseguiranno normalmente nella propria carreggiata. |
|                                                                                          | Ricongiungimento delle corsie                                                                                       | Indica che le corsie di marcia che erano state deviate di carreggiata si ricongiungo a quelle che non erano state deviate, grazie a un varco nello spartitraffico. |
|                                                                                          | Spostamento di corsie, alcune con larghezza ridotta, sulla carreggiata opposta a sinistra                           | Indica che le corsie di marcia verranno deviate a sinistra nella carreggiata opposta, tramite un varco creato nello spartitraffico. Indica inoltre che le corsie situate a sinistra sono di una larghezza ridotta rispetto al normale e quindi sono precluse al transito ai mezzi più larghi del limite indicato. |
|                                                                                          | Spostamento di corsie, alcune con larghezza ridotta, sulla carreggiata opposta a destra                             | Indica che le corsie di marcia verranno deviate a destra nella carreggiata opposta, tramite un varco creato nello spartitraffico. Indica inoltre che le corsie situate a sinistra sono di una larghezza ridotta rispetto al normale e quindi sono precluse al transito ai mezzi più larghi del limite indicato. |
|                                                                                          | Spostamento di corsie a sinistra                                                                                    | Indica che le corsie di marcia verranno deviate verso sinistra, rimanendo all'interno della propria carreggiata. |
|                                                                                          | Spostamento di corsie a destra                                                                                      | Indica che le corsie di marcia verranno deviate verso destra, rimanendo all'interno della propria carreggiata. |
|                                                                                          | Spostamento di corsie a sinistra sulla corsia d'emergenza                                                           | Indica che le corsie di marcia verranno deviate verso sinistra e in particolare la corsia più a destra sarà deviata sullo spazio dedicato alla corsia d'emergenza o alla banchina. |
|                                                                                          | Doppio spostamento di corsie, prima a sinistra poi a destra, su strada a senso unico                                | Indica che, in una strada a senso unico di circolazione, le corsie di marcia verranno deviata dapprima a sinistra per poi ritornare a destra dopo una breve distanza. |
|                                                                                          | Doppio spostamento di corsie, prima a sinistra poi a destra, su strada a senso unico                                | Indica che, in una strada a senso unico di circolazione, le corsie di marcia verranno deviata dapprima a destra per poi ritornare a sinistra dopo una breve distanza. |
|                                                                                          | Doppio spostamento di corsie, prima a sinistra poi a destra, su strada a doppio senso di circolazione               | Indica che, in una strada a doppio senso di circolazione, le corsie di marcia verranno deviata dapprima a sinistra per poi ritornare a destra dopo una breve distanza. |
|                                                                                          | Doppio spostamento di corsia, prima a sinistra poi a destra, su strada a doppio senso di circolazione               | Indica che, in una strada a doppio senso di circolazione, le corsie di marcia verranno deviata dapprima a destra per poi ritornare a sinistra dopo una breve distanza. |
|                                                                                          | Spostamento di corsie, alcune con larghezza ridotta                                                                 | Indica che le corsie di marcia verranno deviate a sinistra, rimanendo all'interno della propria carreggiata. Indica inoltre che le corsie situate a sinistra sono di una larghezza ridotta rispetto al normale e quindi sono precluse al transito ai mezzi più larghi del limite indicato. |
|                                                                                          | Spostamento di corsie, alcune con larghezza ridotta                                                                 | Indica che le corsie di marcia verranno deviate a destra, rimanendo all'interno della propria carreggiata. Indica inoltre che le corsie situate a sinistra sono di una larghezza ridotta rispetto al normale e quindi sono precluse al transito ai mezzi più larghi del limite indicato. |
|                                                                                          | Uso delle corsie su strada a senso unico                                                                            | Indica quante sono le corsie di marcia disponibili su una strada a senso unico. |
|                                                                                          | Uso delle corsie su strada a doppio senso di circolazione                                                           | Indica quante sono e come debbano essere usate le corsie di marcia disponibili su una strada a doppio senso di circolazione. |
|                                                                                          | Limitazione di velocità massima per alcune corsie                                                                   | Indica i limiti di velocità massimi che si applicano solamente ad alcune corsie. |
|                                                                                          | Limitazione al transito di certe categorie di veicoli per alcune corsie                                             | Indica su quale corsie è vietato il transito di alcune categorie di veicoli (negli esempi i trattori e gli autocarri sopra le 3,5 t non possono viaggiare in nessuna corsia tranne che quella situata più a destra). |
|                                                                                          | Limitazione di velocità minima per alcune corsia su strada a senso unico                                            | Indica i limiti di velocità minimi che si applicano solamente ad alcune corsie di una strada a senso unico di circolazione. |
|                                                                                          | Limitazione di velocità minimi per alcune corsia su strada a doppio senso di circolazione                           | Indica i limiti di velocità minimi che si applicano solamente ad alcune corsie di una strada a doppio senso di circolazione. |
|                                                                                          | Riduzione del numero di corsie sul lato destro su strada a senso unico                                              | Indica che il numero di corsie della strada a senso unico di circolazione che si sta percorrendo si ridurrà a causa della fine di una delle corsie di destra. |
|                                                                                          | Riduzione del numero di corsie sul lato sinistro su strada a senso unico                                            | Indica che il numero di corsie della strada a senso unico di circolazione che si sta percorrendo si ridurrà a causa della fine di una delle corsie di sinistra. |
|                                                                                          | Riduzione del numero di corsie sul lato destro su strada a doppio senso di circolazione                             | Indica che il numero di corsie della strada a doppio senso di circolazione che si sta percorrendo si ridurrà a causa della fine di una delle corsie di destra. |
|                                                                                          | Riduzione del numero di corsie sul lato sinistro su strada a doppio senso di circolazione                           | Indica che il numero di corsie della strada a doppio senso di circolazione che si sta percorrendo si ridurrà a causa della fine di una delle corsie di sinistra. |
|                                                                                          | Riduzione del numero di corsie per distacco delle corsie laterali                                                   | Indica che il numero di corsie della strada a senso unico che si sta percorrendo diminuirà perché una o più corsie laterali si distaccheranno dalle altre corsie alla prossima biforcazione. |
|                                                                                          | Riduzione del numero di corsie sul lato destro di una strada a senso unico con fine dei limiti di velocità minima   | Indica che il numero di corsie della strada a senso unico che si sta percorrendo diminuirà per la fine di una delle corsie di destra; indica inoltre la fine dei limiti minimi di velocità previsti per le varie corsie. |
|                                                                                          | Riduzione del numero di corsie sul lato sinistro di una strada a senso unico con fine dei limiti di velocità minima | Indica che il numero di corsie della strada a senso unico che si sta percorrendo diminuirà per la fine di una delle corsie di sinistra; indica inoltre la fine dei limiti minimi di velocità previsti per le varie corsie. |
|                                                                                          | Riduzione del numero di corsie su strada a doppio senso di circolazione con fine dei limiti minimi di velocità      | Indica che il numero di corsie della strada a doppio senso di circolazione che si sta percorrendo diminuirà per la fine di una delle corsie; indica inoltre la fine dei limiti minimi di velocità previsti per le varie corsie. |
|                                                                                          | Fine dei limiti di velocità massima previsti per alcune corsie                                                      | Indica il termine delle limitazioni alla velocità massima previste per alcune corsie. |
|                                                                                          | Aggiunta di corsia su strada a senso unico                                                                          | Indica l'inizio di una nuova corsia di marcia su una strada a senso unico di circolazione. |
|                                                                                          | Aggiunta di corsia su strada a doppio senso di circolazione                                                         | Indica l'inizio di una nuova corsia di marcia su una strada a doppio senso di circolazione. |
|                                                                                          | Aggiunta di corsia su strada a senso unico con limitazione di velocità minima su alcune corsie                      | Indica l'inizio di una nuova corsia di marcia su una strada a senso unico di circolazione; indica inoltre i limiti di velocità minima vigenti per alcune corsie. |
|                                                                                          | Aggiunta di corsia su strada a doppio senso di circolazione con limitazione di velocità minima su alcune corsie     | Indica l'inizio di una nuova corsia di marcia su una strada a doppio senso di circolazione; indica inoltre i limiti di velocità minima vigenti per alcune corsie. |
|                                                                                          | Confluenza con aggiunta di corsie                                                                                   | Indica che un'altra strada confluirà sulla strada che si sta percorrendo e che le corsie della strade che si immette si affiancheranno a quelle della strada che si sta percorrendo. |
|                                                                                          | Immissione con aggiunta di corsie                                                                                   | Indica che la strada che si sta percorrendo si immetterà su un'altra strada tramite l'aggiunta di una o più corsie. |
|                                                                                          | Svolta indiretta | Indica la strada da percorrere per svoltare in una strada in cui non è possibile svoltare direttamente |

## Segnaletica complementare
| Segnale tedesco                     | Significato                              | Spiegazione |
|                                     | Barriera                                 | Le barriere vengono usate in corrispondenza dei passaggi a livello oppure per chiudere al traffico una strada (o parte di essa). |
|                                     | Paletto                                  | |
|                                     | Paletto delineatore                      | Servono a delineare i bordi di un cantiere o a evidenziare un ostacolo; l'inclinazione verso il basso delle strisce rosse e bianche indicano il lato da cui l'ostacolo va superato.                                                                                               |
|                                     | Cono                                     | Servono a delineare un ostacolo o i sensi di marcia. |
|                                     | Segnale di cantiere mobile               | Indica che bisogna spostarsi nella direzione indicata dalla freccia perché la corsia in questione è chiusa per lavori in corso o altri motivi. |
| (lato destro) (lato sinistro)       | Delineatori di margine                   | Servono a evidenziare i margini della strada; di norma la distanza tra due paletti è 50 m ma viene ridotta in curva. |
| (curva a sinistra) (curva a destra) | Delineatori di curva                     | Servono a delineare i margini della strada in corrispondenza di una curva. |
|                                     | Delineatori di ostacolo                  | Servono a evidenziare un ostacolo (come uno spartitraffico o un salvagente); l'inclinazione verso il basso delle strisce rosse e bianche indicano il lato da cui l'ostacolo va superato.                                                                                          |
|                                     | Delineatore orizzontale                  | Serve a evidenziare i bordi inferiori di ponti, gallerie e altre strutture similari. |
|                                     | Delineatore ricurvo                      | Serve a evidenziare i bordi laterali di gallerie, muretti e altre strutture similiari. |
|                                     | Paletto delineatore con base di supporto | Servono a delineare i bordi di un cantiere o a separare i sensi di marcia (impedendo il sorpasso); l'inclinazione verso il basso delle strisce rosse e bianche indicano il lato da cui l'ostacolo va superato. I paletti vengono posti in serie su un sostegno di plastica fisso. |
|                                     | Delineatore per veicoli in sosta         | Serve a evidenziare la sagoma di veicoli di grandi dimensioni in sosta. |
|                                     | Freccia verde                            | Indica che è possibile effettuare una svolta a destra con semaforo rosso dopo essersi arrestato. |

## Pannelli integrativi
| Segnale tedesco | Significato                                                        | Spiegazione |
|                 | Cartello di direzione                                              | Indica la direzione a cui si riferisce il segnale a cui è abbinato. |
|                 | Cartello di direzione per un pericolo                              | Indica la presenza di un pericolo nella direzione indicata dalla freccia. |
|                 | Pedoni sul lato opposto                                            | Obbliga i pedoni a usare il marciapiede situato sul lato opposto della strada. |
|                 | Segnale di direzione per deviazioni ad una rotatoria               | Abbinato a un segnale di deviazione (del tipo o ) indica la direzione da seguire per procedere lungo la deviazione in questione in corrispondenza di una rotatoria. |
|                 | Doppio senso di circolazione                                       | Indica un doppio senso di circolazione. |
|                 | Ciclisti da sinistra e da destra                                   | Indica che i ciclisti possono provenire sia da destra sia da sinistra; di fatto questo pannello ha due possibili impieghi. Usato assieme ai segnali di senso unico indica che la strada è a doppio senso di circolazione per i ciclisti mentre, se usato assieme ai segnali di stop o di dare la precedenza, invita a prestare attenzione e a dare la precedenza ai ciclisti in transito sulla pista ciclabile (provenienti da entrambe le direzioni). |
|                 | Per ... m                                                          | Indica che un pericolo o una prescrizione si applicano per i prossimi ... metri. |
|                 | Per ... km                                                         | Indica che un pericolo o una prescrizione si applicano per i prossimi ... chilometri. |
|                 | Ancora per ... m                                                   | Indica che un pericolo o una prescrizione si applicheranno ancora per i prossimi ... metri. |
|                 | Ancora per ... km                                                  | Indica che un pericolo o una prescrizione si applicheranno ancora per i prossimi ... chilometri. |
|                 | Per ... m                                                          | Indica che un pericolo o una prescrizione si applicano per i prossimi ... metri. |
|                 | Per ... km                                                         | Indica che un pericolo o una prescrizione si applicano per i prossimi ... chilometri. |
|                 | Andamento della strada principale                                  | Abbinato ai segnali di precedenza rappresenta schematicamente l'andamento della strada che gode del diritto di precedenza (rappresentata dalla linea spessa). |
|                 | Cartello di distanza (metri)                                       | Indica la distanza in metri alla quale si riferisce il segnale. |
|                 | Cartello di distanza (chilometri)                                  | Indica la distanza in chilometri alla quale si riferisce il segnale. |
|                 | Distanza dallo "stop"                                              | Abbinato a un segnale indica la distanza da un segnale di stop. |
|                 | Confluenza "a cerniera" a ... m                                    | Indica che, alla distanza indicata, ci sarà una riduzione del numero delle corsie disponibili e i veicoli dovranno confluire nelle corsie rimaste usando un metodo a "cerniera". |
|                 | Pericolo di slittamento dei caravan                                | Indica che sui tratti in pendenza di un'autostrada le folate di vento laterale potrebbero fare sbandare i caravan trainati dalle autovetture. |
|                 | Rischio di incidenti                                               | Indica un tratto di strada particolarmente soggetto a incidenti. |
|                 | Olio                                                               | Indica che la superficie stradale è sdrucciolevole a causa della presenza di olio sulla carreggiata. |
|                 | Fumo                                                               | Indica la presenza di fumo lungo la strada che si sta percorrendo. |
|                 | Ghiaia                                                             | Indica la presenza di pietrisco, di materiale minuto o granaglia che può essere proiettato a distanza o scagliato in aria dai veicoli in transito. |
|                 | Uscita mezzi di cantiere                                           | Indica un accesso laterale da dove possono uscire i mezzi che lavorano in un cantiere. |
|                 | Strada danneggiata                                                 | Indica un tratto di strada che versa in cattive condizioni di manutenzione (ad esempio a causa della presenza di buche, di un cedimento del manto stradale, ...). |
|                 | Carreggiata sporca                                                 | Indica un tratto di strada sporca che quindi potrebbe risultare sdrucciolevole. |
|                 | Zona in cui si fanno uso di esplosivi                              | Indica che la strada che si sta percorrendo passa nelle vicinanze di un cantiere dove si fa uso di esplosivi. |
|                 | Uscita                                                             | Indica la presenza di un'uscita laterale. |
|                 | Costruzioni stradali                                               | Indica la presenza di lavori in corso stradali. |
|                 | Demarcazioni di corsie mancanti                                    | Indica che manca la segnaletica orizzontale che demarca il limite tra le varie corsie di marcia. |
|                 | Incidente                                                          | Indica la presenza di un incidente sulla strada che si sta percorrendo. |
|                 | Allagamento                                                        | Indica che la strada che si sta percorrendo è allagata. |
|                 | Asfalto steso da poco                                              | Indica un tratto di strada dove l'asfalto è stato steso da poco e quindi potrebbe non essere ancora ben fissato al terreno. |
|                 | Solchi nell'asfalto                                                | Indica la presenza di solchi longitudinali nell'asfalto. |
|                 | Svolta a sinistra                                                  | Indica la possibile presenza di veicoli che svoltano a sinistra. |
|                 | Incrocio con pista di sci alpino                                   | Indica che la strada che si sta percorrendo incrocerà una pista di sci alpino. |
|                 | Incrocio con pista di sci di fondo                                 | Indica che la strada che si sta percorrendo incrocerà una pista di sci di fondo. |
|                 | Controlli di polizia                                               | Indica la presenza di un posto di controllo della polizia. |
|                 | Colle                                                              | Indica la presenza di una collina o di un dosso che limita la visibilità. |
|                 | Fine della banchina tra 200 m                                      | Presegnala la fine della banchina tra 200 m. |
|                 | Banchina non transitabile                                          | Indica che non è possibile transitare sulla banchina laterale. |
|                 | Nebbia                                                             | Segnala la presenza di nebbia; si noti come il testo del segnale sia scritto in caratteri maiuscoli, a differenza di quanto accade con gli altri pannelli integrativi. |
|                 | Accesso laterale                                                   | Indica la presenza di un accesso laterale alle proprietà che confinano con la strada che si sta percorrendo. |
|                 | Precedenze modificate                                              | Indica che al prossimo incrocio sono stati cambiati i diritti di precedenza vigenti fra le strade. |
|                 | Viabilità modificata                                               | Indica una modifica alla viabilità stradale. |
|                 | Zona industriale - precedenza ai veicoli ferroviari                | Indica che ci si trova in una zona industriale dove i veicoli su rotaia godono della precedenza sugli altri utenti della strada. |
|                 | Zona portuale - precedenza ai veicoli ferroviari                   | Indica che ci si trova in una zona portuale dove i veicoli su rotaia godono della precedenza sugli altri utenti della strada. |
|                 | Nessuna possibilità di svolta                                      | Indica che, in una strada senza uscita, non vi è abbastanza spazio per effettuare le manovre di inversione di marcia e quindi si sarà costretti a uscire in retromarcia. |
|                 | Gioco in strada                                                    | Abbinato al segnale indica che la strada è preclusa al transito dei veicoli e può essere utilizzata per il gioco in strada dei bambini. |
|                 | Sport invernali                                                    | Indica un tratto di strada lungo il quale sono praticati sport invernali. |
|                 | Parcheggio per rimorchi                                            | Abbinato al segnale indica degli stalli in cui è consentita la sosta dei rimorchi per più di 14 giorni. |
|                 | Parcheggio per caravan                                             | Abbinato al segnale indica degli stalli in cui è consentita la sosta di caravan per più di 14 giorni. |
|                 | Informazioni per il trasporto su ferrovia                          | Indica la presenza di un punto informazioni riguardo al trasporto di autocarri su ferrovia. |
|                 | Servizi disponibili in un'area di servizio                         | Abbinato assieme ai segnali di indicazioni indica quali servizi siano presenti in un'area di servizio. |
|                 | Categorie di utenti della strada                                   | Indica che un segnale si applica solamente alla categoria di utenti della strada indicata. Nell'ordine le categorie sono: - Autoveicoli - Veicoli con massa a pieno carico superiore alle 3,5 t che non siano autovetture e autobus - Biciclette - Pedoni - Cavallerizzi - Bestiame - Tram - Autobus - Autovetture - Autovetture con rimorchio - Autotreni - Veicoli che non sono in grado o non possono raggiungere i 25 km/h (veicoli lenti) - Motocicli (compresi quelli con sidecar) e ciclomotori - Ciclomotori - Veicoli a trazione animale - Bici elettriche - Veicoli elettrici - Autocaravan |
|                 | Zona di carico e scarico                                           | Indica uno stallo di sosta usato per le operazioni di carico e scarico. |
|                 | Fine                                                               | Indica che ci si trova in una zona industriale dove i veicoli su rotaia godono della precedenza sugli altri utenti della strada. |
|                 | Condurre la bici a mano                                            | Indica che i ciclisti devono smontare dalla bicicletta e condurla a mano. |
|                 | Semaforo sincronizzato per ... km/h                                | Indica che procedendo alla velocità indicata si troverà la luce verde ai prossimi semafori (onda verde). |
|                 | Fermarsi qui con luce rossa                                        | Indica dove bisogna arrestarsi nel caso si trovasse la luce rossa al prossimo semaforo. |
|                 | Protezione dal rumore                                              | Indica che un particolare limite di velocità è in vigore al fine di ridurre il rumore del traffico. |
|                 | Semaforo per il dosaggio del traffico                              | Indica che un semaforo è impiegato per permettere o impedire l'ingresso dei veicoli in una strada secondo un sistema di dosaggio del traffico. |
|                 | Scuola                                                             | Indica la presenza di una scuola. |
|                 | Scuola materna                                                     | Indica la presenza di una scuola materna. |
|                 | Casa di riposo                                                     | Indica la presenza di una casa di riposo. |
|                 | Ospedale                                                           | Indica la presenza di un ospedale. |
|                 | Transitare sulla corsia d'emergenza                                | Indica che è possibile utilizzare la corsia d'emergenza come una corsia di marcia. |
|                 | Non transitare sulla corsia d'emergenza                            | Indica che non è più possibile utilizzare la corsia d'emergenza come una corsia di marcia. |
|                 | Fine della corsia d'emergenza transitabile tra ... m               | Indica che alla distanza indicata non sarà più possibile utilizzare la corsia d'emergenza come corsia di marcia. |
|                 | Categorie di galleria                                              | Indica quale categoria appartiene la galleria in questione; ogni categoria (identificata da una lettera) implica diverse limitazioni al transito per i veicoli che trasportano merci pericolose secondo l'ADR. |
|                 | Parcheggio libero per disabili con contrassegno numero ...         | Indica che uno stallo di sosta è riservato ai veicoli al servizio di disabili aventi il contrassegno di parcheggio indicato. |
|                 | Eccetto bici e residenti                                           | Indica che una prescrizione non si applica alle biciclette e ai residenti. |
|                 | Eccetto pattinatori in linea e a rotelle                           | Indica che una prescrizione non si applica ai pattinatori in linea e a rotelle. |
|                 | Eccetto sport invernali                                            | Indica che una prescrizione non si applica ai praticanti di sport invernali. |
|                 | Eccetto residenti                                                  | Indica che una prescrizione non si applica ai residenti. |
|                 | Eccetto residenti anche per il parcheggio                          | Indica che il divieto di accesso a una strada non si applica ai residenti, i quali sono anche autorizzati a parcheggiare lungo la strada in questione. |
|                 | Eccetto residenti con contrassegno numero ...                      | Usato assieme a un segnale di divieto di sosta o di fermata indica uno stallo di sosta riservato ai residenti con il contrassegno di parcheggio indicato. |
|                 | Eccetto bici                                                       | Indica che una prescrizione non si applica alle biciclette. |
|                 | Eccetto ciclomotori                                                | Indica che una prescrizione non si applica ai ciclomotori. |
|                 | Eccetto moto                                                       | Indica che una prescrizione non si applica alle motociclette, comprese quelle con sidecar, e ai ciclomotori. |
|                 | Eccetto bici elettriche                                            | Indica che una prescrizione non si applica alle biciclette elettriche. |
|                 | Eccetto bici e ciclomotori                                         | Indica che una prescrizione non si applica alle biciclette e ai ciclomotori. |
|                 | Eccetto bici elettriche e ciclomotori                              | Indica che una prescrizione non si applica alle biciclette elettriche e ai ciclomotori. |
|                 | Eccetto autovetture                                                | Indica che una prescrizione non si applica alle autovetture. |
|                 | Eccetto autovetture con rimorchio                                  | Indica che una prescrizione non si applica alle autovetture con rimorchio. |
|                 | Eccetto autocarri                                                  | Indica che una prescrizione non si applica ai trattori e ai veicoli con massa a pieno carico superiore superiore alle 3,5 t (che non siano autovetture e autobus). |
|                 | Eccetto autocarri con rimorchio                                    | Indica che una prescrizione non si applica agli autocarri con rimorchio. |
|                 | Eccetto autobus                                                    | Indica che una prescrizione non si applica agli autobus. |
|                 | Eccetto veicoli su rotaia                                          | Indica che una prescrizione non si applica ai veicoli su rotaia. |
|                 | Eccetto tram                                                       | Indica che una prescrizione non si applica ai tram. |
|                 | Eccetto veicoli lenti                                              | Indica che una prescrizione non si applica ai veicoli che non sono in grado di raggiungere i 25 km/h (veicoli lenti). |
|                 | Eccetto carri a trazione animale                                   | Indica che una prescrizione non si applica ai carri a trazione animale. |
|                 | Eccetto autocaravan fino alle 7,5 t                                | Indica che una prescrizione non si applica agli autocaravan fino alle 7,5 t. |
|                 | Eccetto veicoli elettrici                                          | Indica che una prescrizione non si applica ai veicoli elettrici. |
|                 | Eccetto taxi                                                       | Indica che una prescrizione non si applica ai taxi. |
|                 | Eccetto autobus non di linea                                       | Indica che una prescrizione non si applica agli autobus che non effettuano servizi di linea. |
|                 | Eccetto autobus di linea                                           | Indica che una prescrizione non si applica agli autobus che effettuano servizi di linea. |
|                 | Eccetto veicoli d'emergenza                                        | Indica che una prescrizione non si applica ai veicoli di emergenza. |
|                 | Eccetto ambulanze                                                  | Indica che una prescrizione non si applica alle ambulanze. |
|                 | Eccetto corrieri per la consegna merci                             | Indica che una prescrizione non si applica ai veicoli che effettuano consegna di merci. |
|                 | Eccetto transito agricolo                                          | Indica che una prescrizione non si applica ai veicoli usati per svolgere attività agricole. |
|                 | Eccetto transito forestale                                         | Indica che una prescrizione non si applica ai veicoli usati per svolgere attività forestali. |
|                 | Eccetto transito agricolo e forestale                              | Indica che una prescrizione non si applica ai veicoli usati per svolgere attività agricole o forestali. |
|                 | Eccetto veicoli di servizio                                        | |
|                 | Eccetto veicoli elettrici durante la ricarica                      | Abbinato a un segnale di divieto di sosta o di fermata indica uno spazio riservato alla ricarica dei veicoli elettrici. |
|                 | Eccetto veicoli elettrici                                          | Indica che una prescrizione non si applica ai veicoli elettrici. |
|                 | Eccetto veicoli per il trasporto di liquami                        | Indica che una prescrizione non si applica ai veicoli adibiti al trasporto di liquami. |
|                 | Eccetto biciclette elettriche                                      | Indica che una prescrizione non si applica alle biciclette elettriche. |
|                 | Eccetto mezzi di cantiere                                          | Indica che una prescrizione non si applica ai mezzi adoperati nei cantieri. |
|                 | Transito consentito fino al cantiere                               | Abbinato a un segnale di divieto di transito indica che è consentito il transito dei veicoli in una strada ma solo fino al raggiungimento del perimetro del cantiere. |
|                 | Transito consentito ai residenti fino al cantiere                  | Abbinato a un segnale di divieto di transito indica che è consentito il transito dei veicoli dei soli residenti in una strada ma solo fino al raggiungimento del perimetro del cantiere. |
|                 | Transito consentito fino a ...                                     | Abbinato a un segnale di divieto di transito indica che è consentito il transito dei veicoli in una strada ma solo fino al punto indicato. |
|                 | Eccetto veicoli diretti al traghetto                               | Abbinato a un segnale di divieto di transito indica che è consentito il transito dei veicoli che devono imbarcarsi su un traghetto. |
|                 | Eccezione al blocco del traffico                                   | Abbinati al segnale indica che i veicoli dotati di uno dei bollini per le polveri sottili indicati non sono soggetti al blocco del traffico. I bollini per le polveri sottili dipendono da quanto è inquinante un veicolo (i bollini verdi identificano i veicoli meno inquinanti, quelli rossi quelli più inquinanti e quelli gialli si pongono in una situazione intermedia). |
|                 | Sport invernali con orario                                         | Indica che nelle ore indicate vi è la possibilità di incontrare persone che praticano sport invernali. |
|                 | Fascia oraria                                                      | Indica che una prescrizione si applica solamente nella fascia oraria indicata. |
|                 | Fasce orarie                                                       | Indica che una prescrizione si applica solamente nelle fasce orarie indicate. |
|                 | Parcheggio con parcometro (2 ore)                                  | Indica che per parcheggiare è necessario usare il parcometro e la sosta non può protrarsi più del tempo indicato (nell'esempio 2 ore). |
|                 | Parcheggio con parcometro nelle strisce (2 ore)                    | Indica che per parcheggiare nella zona demarcata da segnaletica orizzontale è necessario usare il parcometro e la sosta non può protrarsi più del tempo indicato (nell'esempio 2 ore). |
|                 | Valido a partire da ...                                            | Indica che una prescrizione si applica a partire dal giorno e dall'orario indicato. |
|                 | Protezione dal rumore (con orario)                                 | Indica che una prescrizione (generalmente un limite di velocità) stabilita per proteggere da un'eccessiva esposizione dal rumore è valida solamente negli orari indicati. |
|                 | Percorso casa-scuola (con orario)                                  | Indica che una prescrizione (generalmente un limite di velocità) stabilita per tutelare gli scolari che percorrono il tragitto casa-scuola è valida solamente negli orari indicati. |
|                 | Giorni lavorativi                                                  | Indica che una prescrizione si applica solamente nei giorni lavorativi. |
|                 | Giorni lavorativi (con orario)                                     | Indica che una prescrizione si applica solamente nei giorni lavorativi nella fascia oraria indicata. |
|                 | Giorni lavorativi (con orari)                                      | Indica che una prescrizione si applica solamente nei giorni lavorativi nelle fasce orarie indicate. |
|                 | Da lunedì a venerdì (con orario)                                   | Indica che una prescrizione si applica solamente nell'arco dei giorni della settimana indicati (nell'esempio da lunedì a venerdì) nella fascia oraria indicata. |
|                 | Martedì, giovedì e venerdì (con orario)                            | Indica che una prescrizione si applica solamente nei giorni della settimana indicati (nell'esempio martedì, giovedì e venerdì) nella fascia oraria indicata. |
|                 | Dalle 6:00 alle 22:00 di domenica e durante le festività pubbliche | Indica che una prescrizione si applica di domenica e durante le festività pubbliche negli orari indicati. |
|                 | Orari della fermata dello scuolabus                                | Abbinato assieme al segnale indica quando una fermata di autobus è attiva come fermata di scuolabus (nell'esempio la fermata scuolabus è in funzione nei giorni lavorativi diversi dal sabato dalle 7:00 alle 9:00 e dalle 11:00 alle 13:00). |
|                 | Parcheggio consentito di sabato e domenica                         | Indica che è possibile parcheggiare di sabato e domenica. |
|                 | Giorni lavorativi tranne che al sabato                             | Indica che una prescrizione si applica nei giorni lavorativi diversi dal sabato. |
|                 | Sabato e domenica                                                  | Indica che una prescrizione si applica solamente di sabato o di domenica. |
|                 | Percorso casa-scuola (giorni lavorativi, con orario)               | Indica che una prescrizione (generalmente un limite di velocità) stabilita per tutelare gli scolari che percorrono il tragitto casa-scuola è valida solamente negli orari indicati nei giorni lavorativi. |
|                 | Disabili                                                           | Abbinato a un segnale di parcheggio indica uno stallo di sosta riservato ai veicoli al servizio di disabili. |
|                 | Disabili con contrassegno ...                                      | Abbinato a un segnale di parcheggio indica uno stallo di sosta riservato ai veicoli al servizio di disabili con il contrassegno indicato. |
|                 | Numero di stalli riservati ai disabili                             | Abbinato a un segnale di parcheggio indica XX stalli di sosta riservati ai veicoli al servizio di disabili. |
|                 | Residenti con contrassegno ...                                     | Abbinato a un segnale di parcheggio indica XX stalli di sosta riservati ai residenti con il contrassegno indicato. |
|                 | Solo autoarticolati                                                | Indica che una prescrizione si applica solamente agli autoarticolati. |
|                 | Solo autoarticolati e ad autotreni                                 | Indica che una prescrizione si applica solamente agli autoarticolati e agli autotreni. |
|                 | Solo veicoli su rotaia                                             | Indica che una prescrizione si applica solamente ai veicoli su rotaia. |
|                 | Solo auto con rimorchio e autocarri                                | Indica che una prescrizione (generalmente un divieto di sorpasso) si applica solamente alle auto con rimorchio e ai veicoli con massa a pieno carico superiore superiore alle 3,5 t (che non siano autovetture e autobus). |
|                 | Sorpasso di veicoli lenti consentito                               | Abbinato al segnale di divieto di sorpasso indica che è comunque possibile sorpassare i veicoli che non procedono a più di 25 km/h (veicoli lenti). |
|                 | Solo veicoli militari cingolati                                    | Indica che una prescrizione si applica solamente ai veicoli militari cingolati. |
|                 | Solo autocarri, autobus e auto con rimorchio                       | Indica che una prescrizione si applica solamente agli autocarri, agli autobus e alle auto con rimorchio. |
|                 | Taxi                                                               | Indica che una prescrizione si applica solamente ai taxi. |
|                 | Stalli di sosta per taxi                                           | Abbinato a un segnale di fermata taxi indica quanti posti sono disponibili per la sosta dei taxi. |
|                 | Veicoli elettrici durante la ricarica                              | Abbinato a un segnale di parcheggio indica uno spazio riservato alla ricarica dei veicoli elettrici. |
|                 | Veicoli elettrici                                                  | Abbinato a un segnale di parcheggio indica uno spazio riservato alla sosta dei veicoli elettrici. |
|                 | Veicoli che trasportano marci pericolose                           | Indica che una prescrizione si applica solamente ai veicoli che trasportano merci pericolose. |
|                 | Veicoli il cui carico può inquinare le acque                       | Indica che una prescrizione si applica solamente ai veicoli che trasportano sostanze suscettibili di contaminare l'acqua. |
|                 | Parcheggio negli spazi indicati                                    | Indica che è possibile parcheggiare solamente negli stalli indicati. |
|                 | Con biglietto                                                      | Indica che un parcheggio è a pagamento e bisogna quindi ritirare il biglietto al parcometro ed esporlo sul parabrezza. |
|                 | A pagamento                                                        | Indica che un parcheggio è soggetto a pagamento. |
|                 | Limite di massa: 7,5 t                                             | Abbinato al segnale indica che gli autocarri interessati dal divieto sono solo quelli oltre le 7,5 t. |
|                 | Sulla banchina                                                     | Abbinato a un segnale di divieto di sosta (o di fermata) indica che la sosta (o la fermata) sono vietate sulla banchina laterale. |
|                 | Con carreggiata bagnata                                            | Abbinato a un segnale di limite di velocità indica un limite di velocità che è in vigore solamente se il manto stradale è bagnato. |
|                 | Traffico di transito                                               | Abbinato a un segnale di divieto di transito indica che tale divieto si applica solamente al traffico di transito (ovvero a quei veicoli la cui destinazione non si trova nella strada soggetta al divieto e che quindi non effettuerebbero fermate intermedie ma userebbero la strada solamente per spostarsi). |
|                 | Limite di massa: 12 t                                              | Abbinato al segnale indica che gli autocarri interessati dal divieto sono solo quelli oltre le 12 t. |
|                 | Parcheggio a pettine                                               | Abbinato a un segnale di limite di parcheggio indica che bisogna parcheggiare il veicolo perpendicolarmente al bordo della strada. |
|                 | Parcheggio a spina di pesce                                        | Abbinato a un segnale di limite di parcheggio indica che bisogna parcheggiare il veicolo obliquamente rispetto al bordo della strada. |
|                 | Solo nelle aree demarcate                                          | Indica che è possibile parcheggiare solamente nelle aree di sosta demarcate. |
|                 | Divieto di sosta in banchina                                       | Abbinato a un segnale di divieto di sosta (o di fermata) indica che tale divieto si applica anche alle banchine laterali. |
|                 | Anche autobus e auto con rimorchio                                 | Indica che si è in presenza di un posto di controllo della polizia in cui non solo vengono sottoposti a controllo gli autocarri ma anche gli autobus e le auto con rimorchio. |
|                 | Limite di massa: 2,8 t                                             | Abbinato al segnale indica che gli autocarri interessati dal divieto sono solo quelli oltre le 2,8 t. |